# Greatest Hits (Gloria Estefan)
Greatest Hits es el cuarto álbum en la carrera solista de Gloria Estefan y su segundo álbum de grandes éxitos (luego de Éxitos de Gloria Estefan).Vendió más de 12 millones de copias a nivel mundial y fue número 2 en UK Oficial Charts.

## Historia
Después de quince años de éxito en la industria de la música, Estefan dio a conocer un álbum Greatest Hits que incluye muchos de sus exitosos singles a lo largo de la primera parte de su carrera. 
La mayoría de los sencillos publicados antes de 1992, tanto como solista y junto con su anterior banda, Miami Sound Machine, están incluidos en esta recopilación (a pesar de que Estefan aparece acreditada en solitario en la portada frontal) e incluye cuatro temas no lanzados anteriormente. Sin embargo, los seguidores estaban decepcionados de la falta de algunos éxitos. Los EE. UU. hizo caso omiso de la versión "Dr. Beat", "Bad Boy", "Cuts Both Ways" y "Live for Loving You". En la versión mundial "Dr. Beat" y "Bad Boy" fueron incluidas. En la versión para Australia y Nueva Zelanda se sustituye "Bad Boy" por "Cuts Both Ways".
Australia también publicó una edición limitada de 2 CD con el segundo disco que contiene el "Megamix" un popurrí de los primeros éxitos bailables de Gloria.

## Lista de canciones edición mundial
1. "Dr. Beat" - 4:23
2. "Conga" - 4:15
3. "Words Get In The Way" - 3:27
4. "Can't Stay Away From You" - 3:57
5. "Bad Boy" (Remix) - 3:45
6. "1-2-3" (Remix) - 3:35
7. "Anything For You" - 3:57
8. "Here We Are" - 4:03
9. "Rhythm Is Gonna Get You" - 4:51
10. "Get On Your Feet" - 3:38
11. "Don't Wanna Lose You" - 4:12
12. "Coming Out Of The Dark" - 4:05
13. "Christmas Through Your Eyes" - 4:55
14. "I See Your Smile" - 4:36
15. "Go Away" - 4:19
16. "Always Tomorrow" - 4:50

## Posición en las listas
| Listas (1992)                       | Mejor Posición |
| ----------------------------------- | -------------- |
| Austria albums chart                | 19             |
| Germany albums chart                | 25             |
| Swiss albums chart                  | 24             |
| UK albums chart                     | 2              |
| U.S. Billboard Top 200 albums chart | 15             |

## Certificaciones
| País           | Certificación |
| -------------- | ------------- |
| Australia      | 7x Platino    |
| Colombia       | Oro           |
| Holanda        | 2x Platino    |
| España         | 5x Platino    |
| Reino Unido    | 4x Platino    |
| Estados Unidos | 5x Platino    |
| Austria        | 2x Platino    |
| Nueva Zelanda  | Platino       |
| México         | 4x Platino    |